# Brian Banks (jogador de beisebol)
Brian Glen Banks (28 de setembro de 1970) é um ex-jogador profissional de beisebol norte-americano.

## Carreira
Brian Banks foi campeão da World Series 2003 jogando pelo Florida Marlins. Na série de partidas decisiva, sua equipe venceu o New York Yankees por 4 jogos a 2.